# Kuusisaari (Lappeasuando)
Kuusisaari is een eiland in de Zweedse Kalixälven. Het eiland heeft geen oeververbinding. Het heeft een oppervlakte van ongeveer 14 hectare.